# Liste der Wappen im Landkreis Kusel
Diese Liste der Wappen im Landkreis Kusel enthält – geordnet nach der Verwaltungsgliederung – alle in der Wikipedia gelisteten Wappen des Landkreises Kusel in Rheinland-Pfalz. In dieser Liste werden die Wappen mit dem Gemeindelink angezeigt.

## Landkreis Kusel

Wappen des Landkreises Kusel
Lage in Rheinland-Pfalz
Lage in Deutschland

### Verbandsgemeinde Kusel-Altenglan

Verbandsgemeinde Kusel-Altenglan

Ortsgemeinden

Albessen[1]
Altenglan
Bedesbach
Blaubach[2]
Bosenbach
Dennweiler-Frohnbach[3]
Ehweiler[4]
Elzweiler
Erdesbach[5]
Etschberg[6]
Föckelberg
Haschbach am Remigiusberg[7]
Herchweiler[8]
Horschbach[9]
Körborn[10]
Konken[11]
Kusel[12]
Neunkirchen am Potzberg[13]
Niederalben
Niederstaufenbach
Oberalben[14]
Oberstaufenbach
Pfeffelbach[15]
Rammelsbach
Rathsweiler
Reichweiler[16]
Ruthweiler[17]
Rutsweiler am Glan
Schellweiler[18]
Selchenbach[19]
Thallichtenberg[20]
Theisbergstegen[21]
Ulmet
Welchweiler[22]

### Verbandsgemeinde Lauterecken-Wolfstein

Verbandsgemeinde Lauterecken-Wolfstein

Ortsgemeinden

Adenbach
Aschbach
Buborn
Cronenberg
Deimberg
Einöllen[23]
Eßweiler
Ginsweiler[24]
Glanbrücken[25]
Grumbach[26]
Hausweiler
Hefersweiler
Heinzenhausen
Herren-Sulzbach
Hinzweiler
Hohenöllen
Homberg
Hoppstädten
Jettenbach
Kappeln
Kirrweiler
Kreimbach-Kaulbach
Langweiler
Lauterecken, Stadt
Lohnweiler
Medard
Merzweiler
Nerzweiler
Nußbach[27]
Oberweiler im Tal
Oberweiler-Tiefenbach
Odenbach
Offenbach-Hundheim
Reipoltskirchen[28]
Relsberg
Rothselberg
Rutsweiler an der Lauter[29]
Sankt Julian
Unterjeckenbach[30]
Wiesweiler
Wolfstein, Stadt

### Verbandsgemeinde Oberes Glantal

Verbandsgemeinde Oberes Glantal

Ortsgemeinden

Altenkirchen (Pfalz)
Börsborn
Breitenbach
Brücken (Pfalz)
Dittweiler
Dunzweiler
Frohnhofen
Glan-Münchweiler
Gries
Henschtal
Herschweiler-Pettersheim
Hüffler
Krottelbach
Langenbach
Matzenbach
Nanzdietschweiler[31]
Ohmbach[32]
Quirnbach/Pfalz
Rehweiler[33]
Schönenberg-Kübelberg
Steinbach am Glan
Wahnwegen
Waldmohr

## Wappen von ehemaligen Verbandsgemeinden

Verbandsgemeinde Altenglan
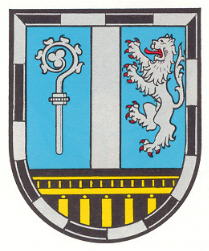
Verbandsgemeinde Glan-Münchweiler
Verbandsgemeinde Kusel
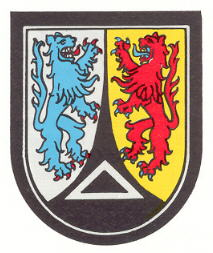
Verbandsgemeinde Lauterecken
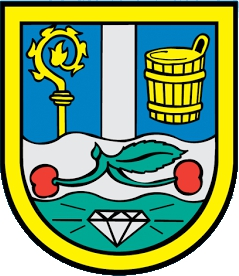
Verbandsgemeinde Schönenberg-Kübelberg
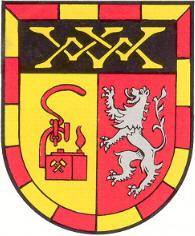
Verbandsgemeinde Waldmohr
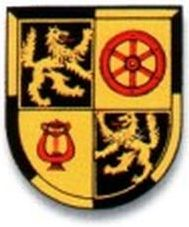
Verbandsgemeinde Wolfstein

## Wappen von ehemaligen Gemeinden

Eisenbach
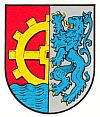
Gimsbach
Hachenbach[34]
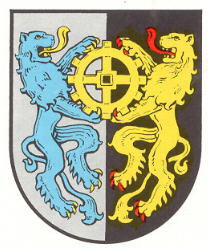
Matzenbach
Nanzdiezweiler[35]
Niedereisenbach[36]
Patersbach[37]

## Blasonierungen
1. ↑  Albessen: Durch Schrägwellenlinie von Gold und Grün geteilt, oben rechts ein grüner Eichenzweig mit einem grünen Blatt und zwei grünen Eicheln, unten links eine silberne Pflugschar.
2. ↑  Blaubach: In Blau eine stehende, goldgehörnte und behufte, silberne Ziege.
3. ↑  Dennweiler-Frohnbach: In Silber über zwei grünen Balken, belegt mit fünf silbernen Kugeln 3:2, eine bewurzelte, grüne Tanne.
4. ↑  Ehweiler: In Grün eine goldene Egge.
5. ↑  Erdesbach: Von Schwarz und Blau durch einen silbernen Wellenbalken geteilt, oben ein wachsender rot-bewehrter, -bezungter und -gekrönter goldener Löwe, unten eine mit roten Steinen belegte silberne Mitra mit seitlich abflatternden Bändern.
6. ↑  Etschberg: In Silber auf gewölbtem, grünen Boden ein kniender, grünbekleideter Jäger mit roter Feder am Hut und goldenem Pfeil mit blauer Spitze in gespanntem, goldenen Bogen.
7. ↑  Haschbach am Remigiusberg: Von Blau und Silber geviert, oben links eine silberne Kirche mit gotischem Schiff und romanischem Turm mit barocker Haube, oben rechts ein rotbewehrter und -bezungter Löwe, unten links eine doppeltürmige, blaue Zinnenburg mit Tor und unten rechts ein silberner Fels. Es wurde 1978 von der Bezirksregierung in Neustadt verliehen.
8. ↑  Herchweiler: Über von Schwarz und Blau gespaltenem Wellenschildfluß in Silber ein schwebendes, geschliffenes, geradearmiges Tatzenkreuz.
9. ↑  Horschbach: In Schwarz ein rotgekrönter und bewehrter goldener Löwe, überdeckt von einem silbernen schräg linken Wellenbalken.
10. ↑  Körborn: In Silber auf grünem Grund eine von goldenen Ständern gestützte, grüne Linde.
11. ↑  Konken: Über erhöhtem, silbernem Schildfluß, darin eine blaue Muschel, aus der eine rote Flamme lodert, in Schwarz ein rotbewehrter, -bezungter und -bekrönter, goldener Löwe.
12. ↑  Kusel: In Grün ein aufgerichteter, wachsender, goldener Krummstab, belegt mit einem silbernen Schrägrechtswellenbalken.
13. ↑  Neunkirchen: Von Gold und Schwarz gespalten. Rechts eine rote Kirche, links ein rotgekrönter und bewehrter goldener Löwe.
14. ↑  Oberalben: In Blau ein silberner Schrägrechtswellenbalken, oben links die verschlungenen, goldenen Großbuchstaben A und V, unten rechts ein rotbewehrter und -bezungter, goldener Löwe.
15. ↑  Pfeffelbach: Von Silber und Silber geteilt, oben ein wachsender, rotbewehrter und -bezungter, blauer Löwe, unten ein bewurzelter, brauner Baum mit grünen Blättern.
16. ↑  Reichweiler: Von Silber und Rot geteilt, oben ein wachsender, rotbewehrter und -bezungter, blauer Löwe, unten eine runde, goldene Scheibe, darin ein schwarzer Dolch über einem Paar schwarzer Stierhörner.
17. ↑  Ruthweiler: Von Silber und Blau geteilt, oben ein wachsender, rotbewehrter und -bezungter, blauer Löwe, unten zwei waagrecht übereinanderliegende, silberne Mühleisen.
18. ↑  Schellweiler: In Blau eine silberne Schelle mit goldenem Knopf und goldenem Klöppel.
19. ↑  Selchenbach: Über einem durch einen silbernen Wellenbalken abgeteilten, grünen Schildfluß in Blau ein schreitendes, silbernes Roß.
20. ↑  Thallichtenberg: In geteiltem Schild oben in Silber ein wachsender, rotbewehrter und -bezungter, blauer Löwe, unten von Grün und Silber dreifach geteilt, auf den grünen Balken fünf silberne Kugeln 3:2.
21. ↑  Theisbergstegen: In Silber durch einen blauen Wellenbalken geteilt, oben links eine goldbelegte, rote Mitra, oben rechts wachsend ein unbekleideter Wassermann in natürlichen Farben mit goldenem Haar, aus einem roten Krug blaues Wasser ausgießend, unten auf grünem Dreiberg eine blaue Kirche mit goldenen Fenstern und goldenem Kreuz.
22. ↑  Welchweiler: Von Schwarz und Silber gespalten, rechts zwei goldene übereinander gestellte W, links ein rotbezungter und rotbewehrter blauer Löwe.
23. ↑  Einöllen: In Blau ein linkshingewendeter goldener Pflug, der natürliches Ackerland durchfurcht.
24. ↑  Ginsweiler: In gespaltenem Schild rechts zwölffach von Silber und Blau unterteilt, links in Schwarz ein goldener Ginsterzweig.
25. ↑  Glanbrücken: Von Blau und Schwarz durch einen silbernen von links verlaufenden Wellenbalken geteilt. Oben ein goldener zunehmender Mond unter einer schwebenden goldenen Brücke, unten ein rotbezungter goldener Löwe.
26. ↑  Grumbach: In Gold ein grüner Wellenschrägbalken belegt mit einem blaubewehrten, blaubezungten und blaugekrönten roten Löwen.
27. ↑  Nußbach: Von Rot und Grün durch einen silbernen Schräglinkswellenbalken geteilt, oben ein goldener Glockenturm, unten ein goldener Haselnusszweig mit zwei Haselnüssen und einem Blatt.
28. ↑  Reipoltskirchen: Im geteilten Wappenschild oben ein silbernes Rad auf blauem Grund und unten ein gestürzter silberner Anker, begleitet von zehn silbernen Schindeln auf grünem Grund.
29. ↑  Rutsweiler an der Lauter: In Schwarz eine goldene gotische Kirche.
30. ↑  Unterjeckenbach: In schräglinks geteiltem Schild vorne in Gold ein blaubewehrter und -gezungter roter Löwe nach links, hinten in Blau ein goldener Wellenschrägbalken über einem goldenen Röhrenbrunnen.
31. ↑  Nanzdietschweiler: Durch einen silbernen Wellenpfahl von Blau und Schwarz gespalten, rechts ein silberner Pfahl, links ein rotbewehrter und -bezungter goldener Löwe.
32. ↑  Ohmbach: Von Schwarz und Gold gespalten, rechts ein rotbewehrter und -bezungter goldener Löwe, links ein wachsender linksgekrümmter roter Abtstab, unten überlegt von einem blauen Wellenbalken.
33. ↑  Rehweiler: Über erhöhtem Schildfuß, darin eine rote Bogenbrücke auf Silber, von Schwarz und Gold gespalten, darin ein Rehbock in verwechselter Tinktur.
34. ↑  Hachenbach: In Blau ein gesichteter zunehmender silberner Halbmond.
35. ↑  Nanzdiezweiler: In geteiltem Schild oben von Silber und Blau gerautet, unten von Gold und Schwarz gespalten, darin ein halbes Mühlrad in verwechselten Farben.
36. ↑  Niedereisenbach: Von Gold und Schwarz geteilt, oben eine rote Kirche unten ein wachsender rotbewehrter bezungter und bekronter goldener Löwe.
37. ↑  Patersbach: In Silber (Weiß) ein blauer Schräglinkswellenbalken, oben rechts ein linksgerichteter rotbewehrter und -bezungter blauer Löwe, unten links eine blaue Taube mit einem blauen Salbölfläschchen im Schnabel.

Rheinland-Pfalz | |
Kreisfreie Städte | |
Ahrweiler |
Altenkirchen (Westerwald) |
Alzey-Worms |
Bad Dürkheim |
Bad Kreuznach |
Bernkastel-Wittlich |
Birkenfeld |
Cochem-Zell |
Donnersbergkreis |
Eifelkreis Bitburg-Prüm |
Germersheim |
Kaiserslautern |
Kusel |
Mainz-Bingen |
Mayen-Koblenz |
Neuwied |
Rhein-Hunsrück-Kreis |
Rhein-Lahn-Kreis |
Rhein-Pfalz-Kreis |
Südliche Weinstraße |
Südwestpfalz |
Trier-Saarburg |
Vulkaneifel |
Westerwaldkreis